# グアルディア・ペルティカーラ
グアルディア・ペルティカーラ（イタリア語: Guardia Perticara）は、イタリア共和国バジリカータ州ポテンツァ県にある、人口約500人の基礎自治体（コムーネ）。

## 地理

### 位置・広がり

#### 隣接コムーネ
隣接するコムーネは以下の通り。括弧内のMTはマテーラ県所属を示す。
- アルメント
- コルレート・ペルティカーラ
- ガッリッキオ
- ゴルゴリオーネ (MT)
- ミッサネッロ

## 文化・観光
「イタリアの最も美しい村」クラブ加盟コムーネである。